# James Gandolfini
James J. Gandolfini, Jr. (n. 18 septembrie 1961, Westwood⁠(d), New Jersey, SUA – d. 19 iunie 2013, Roma, Italia) a fost un actor italo-american. Era cunoscut pentru rolul Tony Soprano în serialul distribuit de HBO, Clanul Soprano, serial ce prezintă viața plină de probleme a unui șef mafiot ce încearcă să se descurce atât în viața de familie cât și în cea pe care o duce în sânul Mafiei. Alte roluri ale lui Gandolfini includ regizorul de filme porno Eddie Poole în Opt milimetri, mafiotul Virgil în True Romance, film scris de Quentin Tarantino, precum și roluri importante în filme ca Mexicanul, Un mafiot la Hollywood și Ultimul castel.

## Biografie

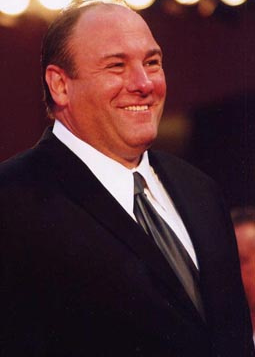
Gandolfini în 2006

S-a născut în New Jersey. Mama sa, Santa, s-a născut în America și a copilărit în Italia, iar tatăl său, James Gandolfini, este nativ din Italia, Borgotaro, a fost zidar și mai târziu supraveghetor la Școala Catolică Paramus, de asemenea a fost decorat în Al 2-lea Război Mondial. Părinții săi au fost catolici devotați, iar în casa Gandolfini se vorbea italiană. Gandolfini a locuit în Park Ridge, New Jersey și a absolvit liceul în 1979 unde a făcut baschet de performanță și era înscris în trupele de teatru ale liceului. Deține o diplomă în Comunicare la Universitatea Rutgers, unde a lucrat ca barman în localul campusului. Ulterior a devenit manager de club. Și-a început cariera prin a lua cursuri de actorie, tehnica Meisner. În 2003, a jucat într-o reclamă, împreună cu Greg Schiano, pentru promovarea echipei de fotbal a Universității Rutgers.

### Carieră
În 1992 a jucat, timp de șase luni, pe Broadway în On the Waterfront (Pe chei). În 1993 a jucat rolul unui criminal plătit, pe nume Virgil, în thrillerul romantic True Romance. Într-un interviu acordat, Inside the Actors Studio James recunoaște că una din sursele de inspirație pentru acest rol a fost un vechi prieten care era chiar asasin plătit. 
După nenumărate roluri pe marile ecrane, s-a întors în sala de teatru, în 2009 și a apărut pe scenă alături de Hope Davis și Jeff Daniels. În iunie 2010 s-a anunțat implicarea sa în producția documentarului Hemingway & Gellhorn avându-i pe Clive Owen și Nicole Kidman în rolurile principale.

## Deces
În data de 19 iunie 2013, Gandolfini moare brusc în timp ce se afla în vacanță la Roma. Rapoartele preliminare atribuie cauza morții fie unui infarct miocardic acut sau unui accident vascular cerebral. Gandolfini urma să se îndrepte spre Sicilia, unde oficialii de la Festivalul de Film de la Taormina îl așteptau pe 20 iulie 2013, astfel încât el să poată participa la o conversație pe scena festivalului cu regizorul italian Gabriele Muccino programat pe 22 iunie. Creatorul serialului "The Sopranos", David Chase l-a numit pe Gandolfini, "un geniu" și "partenerul și fratele său". Guvernatorul din New Jersey, Chris Christie a spus despre el că fost "o nouă comoară pentru Jersey".

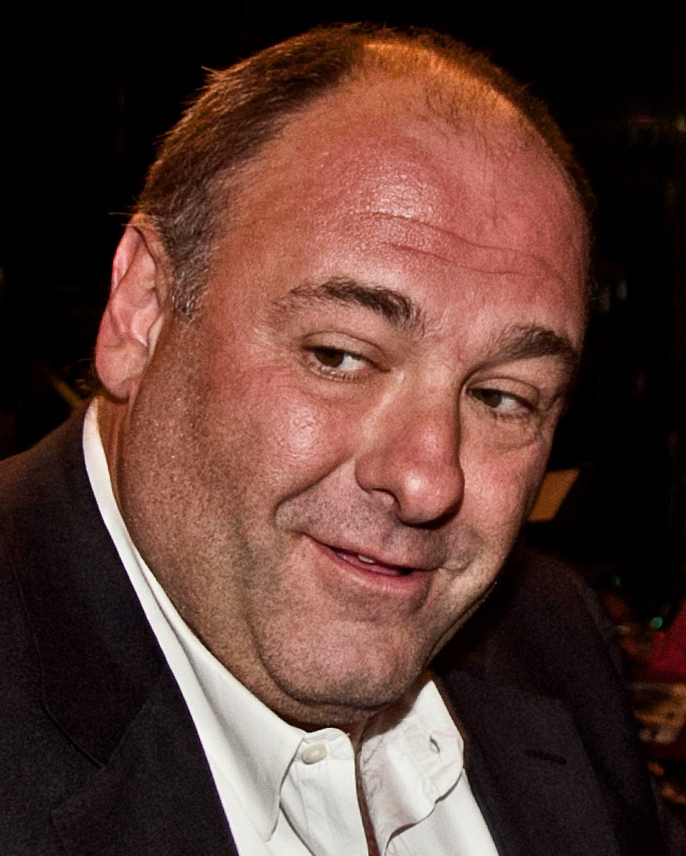
James Gandolfini în 2011

## Filmografie

### Film
| An   | Titlu                                   | Rol                       | Note                                  | Ref(s) |
| ---- | --------------------------------------- | ------------------------- | ------------------------------------- | ------ |
| 1987 | Shock! Shock! Shock!                    | Orderly                   |                                       | [ 8 ]  |
| 1991 | The Last Boy Scout                      | Marcone's Henchman        |                                       | [ 9 ]  |
| 1992 | A Stranger Among Us                     | Tony Baldessari           |                                       | [ 9 ]  |
| 1993 | Money for Nothing                       | Billy Coyle               |                                       | [ 10 ] |
| 1993 | True Romance                            | Virgil                    |                                       | [ 11 ] |
| 1993 | Mr. Wonderful                           | Mike                      |                                       | [ 12 ] |
| 1993 | Italian Movie                           | Angelo                    |                                       | [ 13 ] |
| 1994 | Angie                                   | Vinnie                    |                                       | [ 14 ] |
| 1994 | Terminal Velocity                       | Ben Pinkwater             |                                       | [ 15 ] |
| 1995 | Le Nouveau monde                        | Will Caberra              |                                       | [ 16 ] |
| 1995 | Crimson Tide                            | Lt. Bobby Dougherty       |                                       | [ 17 ] |
| 1995 | Get Shorty                              | Bear                      |                                       | [ 18 ] |
| 1997 | Night Falls on Manhattan                | Joey Allegretto           |                                       | [ 19 ] |
| 1997 | She's So Lovely                         | Kiefer                    |                                       | [ 20 ] |
| 1997 | 12 Angry Men                            | Juror #6                  |                                       | [ 21 ] |
| 1997 | Perdita Durango                         | Willie "Woody" Dumas      |                                       | [ 22 ] |
| 1997 | Midnight in the Garden of Good and Evil | Diner Cook                | nemenționat, cameo                    | [ 23 ] |
| 1998 | Fallen (Demonii printre noi)            | Lou                       |                                       | [ 24 ] |
| 1998 | The Mighty                              | Kenny Kane                |                                       | [ 25 ] |
| 1998 | A Civil Action                          | Al Love                   |                                       | [ 26 ] |
| 1999 | 8mm                                     | Eddie Poole               |                                       | [ 27 ] |
| 1999 | A Whole New Day                         | Vincent                   |                                       | [ 28 ] |
| 2001 | The Mexican                             | Winston Baldry            |                                       | [ 29 ] |
| 2001 | The Man Who Wasn't There                | Big Dave Brewster         |                                       | [ 30 ] |
| 2001 | Ultimul castel                          | Colonel Winter            |                                       | [ 31 ] |
| 2004 | Surviving Christmas                     | Tom Valco                 |                                       | [ 32 ] |
| 2005 | Romance & Cigarettes                    | Nick Murder               |                                       | [ 33 ] |
| 2005 | Stories of Lost Souls                   | Vincent                   | Segment: "A Whole New Day"            | [ 34 ] |
| 2006 | Lonely Hearts                           | Det. Charles Hilderbrandt |                                       | [ 35 ] |
| 2006 | All the King's Men                      | Tiny Duffy                |                                       | [ 36 ] |
| 2007 | Stories USA                             | The Man                   | Segment: "Club Soda"                  | [ 37 ] |
| 2009 | In the Loop                             | Lt. Gen. George Miller    |                                       | [ 38 ] |
| 2009 | The Taking of Pelham 123                | Mayor of New York         |                                       | [ 39 ] |
| 2009 | Where the Wild Things Are               | Carol                     | Voice                                 | [ 40 ] |
| 2010 | Welcome to the Rileys                   | Doug Riley                |                                       | [ 41 ] |
| 2010 | Mint Julep                              | Mr. G                     |                                       | [ 42 ] |
| 2011 | Down the Shore                          | Bailey Euler              |                                       | [ 43 ] |
| 2011 | Violet & Daisy                          | The Guy                   |                                       | [ 44 ] |
| 2012 | Killing Them Softly                     | Mickey                    |                                       | [ 45 ] |
| 2012 | Not Fade Away                           | Pat Damiano               |                                       | [ 46 ] |
| 2012 | Zero Dark Thirty                        | CIA Director Leon Panetta |                                       | [ 47 ] |
| 2013 | The Incredible Burt Wonderstone         | Doug Munny                |                                       | [ 48 ] |
| 2013 | Enough Said                             | Albert                    | Lansare postumă                       | [ 49 ] |
| 2014 | The Drop                                | Cousin Marv               | Lansare postumă (ultimul rol de film) | [ 50 ] |